# Ајдхаузен
Ајдхаузен (њем. Aidhausen) општина је у њемачкој савезној држави Баварска. Једно је од 26 општинских средишта округа Хасберге. Према процјени из 2010. у општини је живјело 1.831 становника. Посједује регионалну шифру (AGS) 9674111.

## Географија
Ајдхаузен се налази у савезној држави Баварска у округу Хасберге. Општина се налази на надморској висини од 292 метра. Површина општине износи 37,3 km².

## Становништво
У самом мјесту је, према процјени из 2010. године, живјело 1.831 становника. Просјечна густина становништва износи 49 становника/km².